# Syzygium umbrosum
Syzygium umbrosum är en myrtenväxtart som beskrevs av George Henry Kendrick Thwaites. Syzygium umbrosum ingår i släktet Syzygium och familjen myrtenväxter. IUCN kategoriserar arten globalt som starkt hotad.
Artens utbredningsområde är Sri Lanka. Inga underarter finns listade i Catalogue of Life.